# Kiwity (gmina)
Kiwity – gmina wiejska w województwie warmińsko-mazurskim, w powiecie lidzbarskim. W latach 1975–1998 gmina położona była w województwie olsztyńskim.
Siedziba gminy to Kiwity.
Według danych z 30 czerwca 2004 gminę zamieszkiwały 3512 osób. Natomiast według danych z 31 grudnia 2019 roku gminę zamieszkiwało 3286 osób.

## Struktura powierzchni
Według danych z roku 2002 gmina Kiwity ma obszar 145,38 km², w tym:
- użytki rolne: 74%
- użytki leśne: 14%

Gmina stanowi 15,73% powierzchni powiatu.

## Demografia

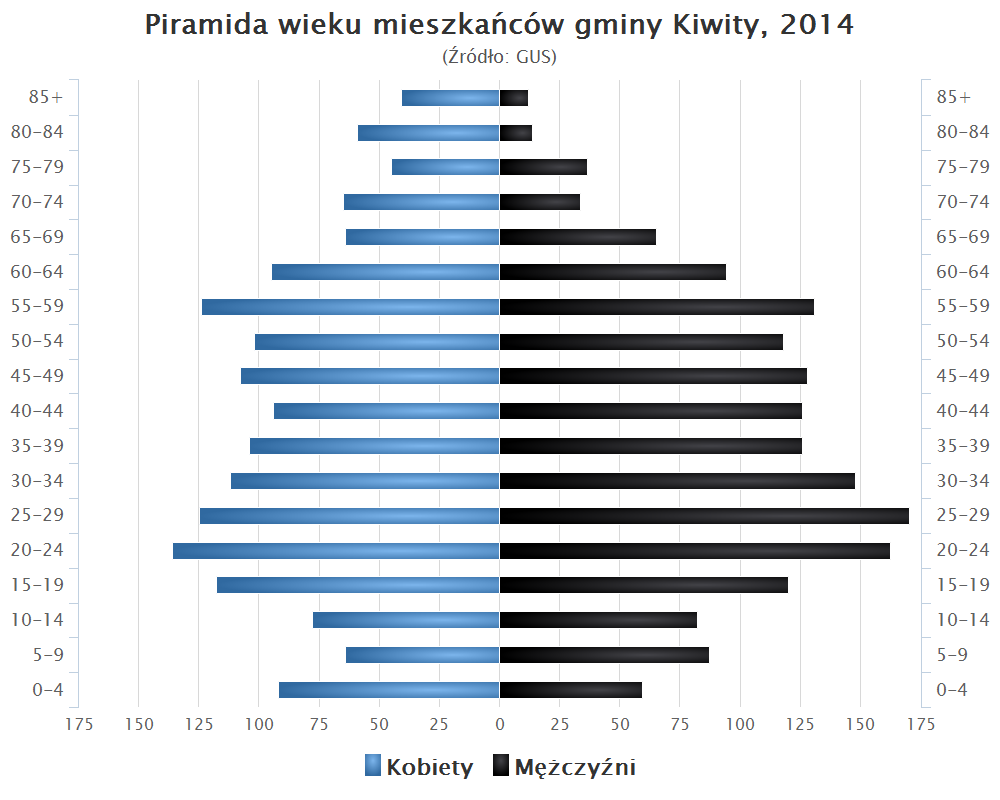
Piramida wieku mieszkańców gminy Kiwity w 2014 roku

Dane z 30 czerwca 2004:
| Opis                              | Ogółem | Ogółem | Kobiety | Kobiety | Mężczyźni | Mężczyźni |
| --------------------------------- | ------ | ------ | ------- | ------- | --------- | --------- |
| jednostka                         | osób   | %      | osób    | %       | osób      | %         |
| populacja                         | 3512   | 100    | 1680    | 47,8    | 1832      | 52,2      |
| gęstość zaludnienia (mieszk./km²) | 24,2   | 24,2   | 11,6    | 11,6    | 12,6      | 12,6      |

## Miejscowości
Sołectwa
Bartniki, Czarny Kierz, Kiersnowo, Kierwiny, Kiwity, Klejdyty, Klutajny, Kobiela, Konity, Krekole, Maków, Napraty, Połapin, Rokitnik, Samolubie, Stoczek, Tolniki Wielkie, Żegoty.
Miejscowości bez statusu sołectwa
Kłajty, Parkity.

## Sąsiednie gminy
Bartoszyce (gmina wiejska), Bisztynek, Jeziorany, Lidzbark Warmiński (gmina wiejska), Biskupiec